# Vila Verde de Ficalho
Pour les articles homonymes, voir Vila Verde (homonymie).
Vila Verde de Ficalho est une paroisse civile portugaise (en portugais : freguesia) de la municipalité de Serpa dans le district de Beja.

## Géographie
La rivière Chanza ou Chança s'écoule à l'est de la paroisse. Elle fait office de frontière naturelle entre Vila Verde de Ficalho et l'Espagne.

## Démographie
Lors du recensement de 2021, Vila Verde de Ficalho compte 1 255 habitants.